# Jon Gauslaa
Jon Kjetil Gauslaa, född 1962, är en norsk jurist.
Jon Gauslaa utbildade sig i juridik på Universitetet i Oslo. Han var utredare 1988-90 och huvudsekreterare 1990-97 i det första Samerettsutvalget samt juridisk rådgivare i den norska Miljøstiftelsen Bellona 1997-2004. Han var därefter medlem och senare ordförande i det återupprättade Samerettsutvalget 2001-07, vilken i december 2007 lade fram NOU 2007:13 Den nye sameretten.
Jon Gauslaa är ordförande i den 2008 upprättade Finnmarkskommissionen, med säte i Tana bru i Finnmark fylke.